# Streptocephalus caljoni
Streptocephalus caljoni är en kräftdjursart som beskrevs av Beladjal, Mertens och Dumont 1996. Streptocephalus caljoni ingår i släktet Streptocephalus och familjen Streptocephalidae. Inga underarter finns listade i Catalogue of Life.